# Lachemilla tripartita
Lachemilla tripartita är en rosväxtart som först beskrevs av Hipólito Ruiz López och Pav., och fick sitt nu gällande namn av Per Axel Rydberg. Lachemilla tripartita ingår i släktet Lachemilla och familjen rosväxter. Inga underarter finns listade i Catalogue of Life.